# Pseudostachyum
Pseudostachyum es un género monotípico de plantas herbáceas de la familia de las poáceas. Es originario del este del Himalaya , Assam y Birmania.
Algunos autores lo incluyen en el género Schizostachyum.

## Especies obsoletas
- Pseudostachyum compactiflorum  Kurz	J. Asiat. Soc. Bengal 42: 252	1873
- Pseudostachyum helferi (Munro) Kurz	J. Asiat. Soc. Bengal, Pt. 2, Nat. Hist. 42(2): 253	1873
- Pseudostachyum polymorphum Munro	Trans. Linn. Soc. London 26(1): 142, pl. 4	1868
- Pseudostachyum wakha Brandis ex E.G.Camus